# Чатам (Њу Џерзи)
Чатам (енгл. Chatham) град је у америчкој савезној држави Њу Џерзи.

## Демографија
По попису из 2010. године број становника је 8.962, што је 502 (5,9%) становника више него 2000. године.
| Група             | 2000.         | 2010.         |
| Белци             | 7.919 (93,6%) | 7.825 (87,3%) |
| Афроамериканци    | 12 (0,1%)     | 89 (1,0%)     |
| Азијати           | 238 (2,8%)    | 435 (4,9%)    |
| Хиспаноамериканци | 223 (2,6%)    | 457 (5,1%)    |
| Укупно            | 8.460         | 8.962         |